# Tomoxioda aterrima
Tomoxioda aterrima is een keversoort uit de familie spartelkevers (Mordellidae). De wetenschappelijke naam van de soort is voor het eerst geldig gepubliceerd in 1872 door McLeay.